# Tore Landahl
Ernst Tore Landahl, född 12 oktober 1920 i Perstorp, död 19 februari 2010 i Malmö S:t Petri församling, var en svensk jurist.
Landahl avlade juris kandidatexamen i Lund 1946 och blev fiskal i Göta hovrätt 1949, assessor 1958, hovrättsråd 1960, tillförordnad revisionssekreterare 1960–1964, sakkunnig i Justitiedepartementet 1964–1969, lagman i Hovrätten över Skåne och Blekinge 1970–1977 och president samma hovrätt 1977–1987. Han hade också en rad andra uppdrag, bland annat som ordförande för Stängselnämnden 1976–1989.
Tore Landahl utsågs 1989 till juris hedersdoktor i Lund. Han är begravd på Gamla kyrkogården i Malmö.